# 逸見晴恵
逸見 晴恵（いつみ はるえ、1949年（昭和24年）6月11日 - 2010年（平成22年）10月21日）。日本のエッセイスト。旧姓は小林（こばやし）。東京都目黒区生まれ。オフィスいつみ所属（マネジメントはフロンティア・ロードと業務提携）。

## 来歴・人物
フジテレビアナウンサーで、司会者やタレントとして活躍した逸見政孝の妻。東京都立目黒高等学校、文化服装学院師範科卒業後、1970年結婚。長男は俳優、タレント、司会者の逸見太郎。長女はタレント、レポーターの逸見愛。
長らく専業主婦であったが、1988年10月、夫・政孝のフリー独立を機会に三木プロダクション系列の「オフィスいっつみい」（現在は「株式会社オフィスいつみ」に社名変更）を設立し、取締役社長に就任。政孝が1993年12月25日、がん性悪液質により死去。喪主も務めた。政孝の死去後は、政孝が家族のために建てた総額12億円の豪邸を守るために、医学エッセイを多数書き下ろし、テレビ出演や講演活動を積極的にこなしたが、後述する難病を発症し、満身創痍になりながらも夫の生命保険金と預貯金をかき集め返済した7億円を差し引いてもまだ残っていた5億円ものローンをほとんど返済。
政孝の死から約半年後に受けた1994年6月に受けた人間ドックで、初期の子宮がんを発見（約3年後に公表）。子宮がんは、初期の発見で0ステージで完治したものの、その後血液細胞のがんの一種である骨髄異形成症候群を発症する。10年ほど闘病していたが、2010年10月21日午後0時57分、肺胞蛋白症のため埼玉県内の病院で死去。61歳没。喪主は息子の太郎が務めた。

## エピソード
新婚当時、テレビ局のアナウンサーにもかかわらずファッションに無頓着であった政孝のために、晴恵は政孝の給料が出るたびに新しい衣服を購入しては政孝が独身時代に着ていた服を捨てることを繰り返し、結婚から半年でタンスの中身を完全に入れ替えた。それが元で生活費が不足し、晴恵の実家から金を借りたこともあったが、政孝は終生そのことを知らなかったという。政孝がニュース番組を担当するようになってからも晴恵は「主婦の眼はニュースの内容より着ている物に行く」という考えから、やはりボーナスが出る度に新しいスーツやネクタイなどをまとめて購入していた。当時の衣装代は年間で50万から多い年には100万くらいになったという。
1985年8月12日に一家で大阪へ帰省する際に、日航機に搭乗する予定だったが、実母に帰省の件を話すと「もし事故でも起きたらどうするんだい」と言われ、この一言に重みを感じて「4人なら新幹線の方が安い」と政孝に提案、直前に東海道新幹線に変更したため、日本航空123便墜落事故から逃れることができた。
障害を持ったダルメシアンを飼っていたが、晴恵の死から7日後にその愛犬も亡くなっている。
2010年10月25日の『5時に夢中!』では息子の太郎が、晴恵が肺胞蛋白症のために死去したことを報告した。太郎は「私事ですが報告がございます」と切り出し、「私の母が先週21日、木曜日なんですが、他界いたしました。身内で葬儀、告別式をとりおこないまして、皆様からのお気遣いの言葉を頂戴いたしました」と報告。続いて「生前、これといって親孝行は、何してやったっていうの、ないですが、とにかくこの『5時に夢中!』のMCが決まったとき、誰よりも喜んでくれた母でした。 それが唯一の親孝行だったのかなと。ちょっぴりですが、安堵しております」と涙声で述べ、「皆様の心遣いに本当に感謝しております」と頭を下げた。「すみません。ちょっとシンミリしてしまいましたね。というわけで、お時間来ましたが。皆さん、元気にいきましょう。また明日、お会いしましょう」と声を大きくして視聴者に呼びかけた。

## 出版物

### 著書
- 『二十三年目の別れ道』 フジテレビ出版 1994.11
- 『私ががんを恐れなくなった理由』 扶桑社 2001.12
- 『黙っているのもうやめた』 日本医療情報出版 2003.7
- 『逸見晴恵が訊くがんを生き抜くための指南書』 蕗書房 2010.1

### 共著
- 『息子への遺書』逸見政孝（著） 創樹社 1995.12
- 『家族のがんに直面したら読む本』 基佐江里（著） 宇津木久仁子（監修） 実務教育出版 2008.9

### 補筆
- 『がん再発す』 逸見政孝（著） 広済堂出版 1994.3

## 演じた女優
- 坂口良子 - 1994年放送のフジテレビ系「金曜エンタテイメント 逸見政孝物語」。

## 脚註
1. ↑  “故逸見政孝さんの妻・晴恵さん死去”.   神戸新聞社 (2010年10月26日). 2012年6月19日閲覧。[リンク切れ]
2. ↑  逸見政孝さん復帰叶わず　48歳の若さで死去／復刻 日刊スポーツ
3. 1 2  “逸見政孝さん妻 借金5億円返済とがん闘病の過酷な日々”. NEWSポストセブン.   小学館 (2010年10月31日). 2018年7月27日閲覧。
4. ↑  逸見政孝氏の妻・晴恵さんが死去 サンケイスポーツ 2010年10月25日閲覧
5. ↑  “逸見晴恵さん闘病16年政孝さんのもとへ”.  日刊スポーツ (2010年10月26日). 2023年7月17日閲覧。
6. ↑  「逸見政孝さんの生きかた—48年の人間記録 あなたは新たなる自分を発見する」（人物データ研究会･編 1994年）。
7. ↑  「逸見愛さんとヤンチャビ　私のきょうだい　心を癒やす存在」
8. ↑  「天才！志村どうぶつ園　２時間スペシャル・特別編！涙と奇跡の動物物語４～逸見政孝さんの妻晴恵さんを支えた愛犬～」
9. ↑  テレビ朝日｜テレ朝news　2010年10月25日